# Katatoni
Katatoni är ett allvarligt psykiatriskt och medicinskt syndrom, som karakteriseras av förändrad muskelspänning och störd motorik.

## Symptom
En katatonisk person kan ligga stel och stum (mutistisk) i kataton orörlighet (stupor) alternativt vara extremt överaktiv (exciterad) med ändamålslösa, upprepade, stereotypa, rörelser. Temperaturen, pulsfrekvensen och blodtrycket kan vara förhöjda.
Tillståndet är livshotande, om den katatoniska patienten ej får behandling kan det leda till cirkulationskollaps.

## Orsaker
Utlösande orsaker kan vara malignt neuroleptikasyndrom, schizofreni, affektiva störningar i manisk eller melankolisk fas, hjärninflammation, status epileptikus (epilepsianfall, som pågår en längre tidsperiod), påverkan av narkotika eller gifter. Dessutom kan katatoni utlösas av ett stort antal andra psykiska störningar samt drogutlösta eller organiska psykiska störningar.

## Behandling
Behandlingen av katatoni är symptomatisk. Vätska tillförs i dropp. Vid malignt neuroleptikasyndrom avslutas neuroleptikabehandling omedelbart och andra specifika läkemedel som påverkar dopaminreceptorerna sätts in. Vid schizofreni, mani och melankoli kan tillståndet brytas med ECT. Vid hjärninflammation ges adekvat behandling mot virus/bakterier.